# Madge Bester
Madge Bester (født 26. april 1963, død 19. marts 2018) var en kvinde, der mens hun levede blev anset for at være verdens mindste levende kvinde . Hun kom fra Sydafrika og målte i 1991 65 cm i højden. Hun var på daværende tidspunkt kørestolsbruger.. 
Bester led af Osteogenesis imperfecta; en lidelse kendetegnet ved skøre knogler. Hun var forkæmper for handicappedes rettigheder, og holdt en pressekonference i 1998 om emnet ledsaget af Lin Yih-Chih, verdens mindste mand. Bester boede i den sidste del af sit liv i en landsby i Bloemfontein. 
Hendes mor Winnie, som døde i 2001, var også ramt af osteogenesis imperfecta og målte kun 70 cm.